# Nafisa
Nafisa ist ein weiblicher Vorname.

## Herkunft und Bedeutung
Nafisa kommt aus dem Arabischen (arabisch نفيسة, DMG Nafīsa „Wertgegenstand, Edelstein“). Eine westafrikanische Variante des Namens ist Nafissatou.

## Namensträgerinnen
- Nafisa Joseph (1978–2004), indisches Model und Video Jockey bei MTV India
- Nafisa Mo‘minova (* 1990), usbekische Schachspielerin
- Nafisa at-Tahira (arabisch السيدة نفيسة الطاهرة, DMG as-sayyida Nafīsa aṭ-Ṭāhira; 760–825), eine vor allem in Ägypten verehrte Volksheilige (Islam)

### Familienname
- Shaye Al-Nafisah (1962–2023), saudi-arabischer Fußballspieler